# La guerra dei bottoni (film 1994)
La guerra dei bottoni (War of the Buttons) è un film del 1994 diretto da John Roberts.
La pellicola è ispirata al romanzo omonimo di Louis Pergaud, nonché remake dell'omonimo film del 1962.

## Trama
In Irlanda i ragazzi di due villaggi, Ballydowse e Carryckdowse, combattono una bizzarra guerra con in palio i bottoni rubati alle vittime.